# Harrison Wells
Harrison Wells è un personaggio dell'Arrowverse, universo immaginario televisivo. È uno dei protagonisti di The Flash ed è interpretato da Tom Cavanagh.

## Storia

### Harrison Wells di Terra-1
Harrison Wells è un brillante scienziato esperto nel campo della fisica ed è felicemente sposato con la ricercatrice Tess Morgan. Nella timeline originale, avrebbe creato nel 2020 un acceleratore di particelle che però non avrebbe funzionato come previsto e sarebbe esploso, liberando una tempesta di materia oscura che avrebbe dato origine ai metaumani a Central City. Il corso naturale degli eventi viene però cambiato 15 anni prima dell'inizio della serie, quando viene preso di mira da Eobard Thawne, velocista malvagio venuto dal XXV secolo che ha perso la sua connessione con la forza della velocità, rimanendo bloccato nel ventunesimo secolo. Quest'ultimo intende sostituirsi a Wells ed usare la sua conoscenza in materia di tecnologia per anticipare la creazione dell'acceleratore di particelle, e pertanto anche la creazione del metaumano e velocista Flash, volendo sfruttare la velocità di quest'ultimo per tornare nel suo tempo. Eobard causa a Harrison e Tess un incidente d'auto che uccide quest'ultima. Il velocista si avvicina a Wells e, dopo avergli spiegato il suo piano, ottiene le sue sembianze grazie ad un dispositivo del futuro, uccidendolo nel processo. In seguito seppellisce il cadavere ed inizia la sua nuova vita come Harrison Wells. Il cadavere dello scienziato, orribilmente sfigurato, verrà ritrovato da Cisco Ramon e Joe West nell'episodio Everyman. Su Terra-Prime viene ucciso nello stesso modo ma, per via del sacrificio di Nash Wells e di tutti gli altri Wells, viene resuscitato con poteri temporali per bilanciare l'universo avendo bisogno dell'esistenza di un Wells. Può viaggiare nel tempo e decide di vivere in loop la vita con la moglie. Gli viene attribuito il soprannome di "Wells Senza tempo". Possiede tutte le memorie dei vari Wells.

### Harrison "Harry" Wells di Terra-2
Nella seconda stagione arriva Harrison "Harry" Wells, doppelganger di Terra-2 di Harrison Wells. L'uomo riesce ad entrare nel Team Flash dopo aver sconfitto Re Squalo. In seguito si scoprirà che lui lavora per Zoom, che ha rapito sua figlia Jesse e che minaccia di ucciderla se non fa tutto ciò che vuole. Dopo che Flash riesce a salvare sua figlia, tenuta prigioniera da Zoom su Terra-2, Harry diventa parte a tutti gli effetti del Team Flash e aiuta a combattere i metaumani malvagi di Central City. Rimane fino alla fine della quarta stagione quando, dopo aver recuperato la sua intelligenza, torna su Terra-2 per stare con Jesse. Viene ucciso da un'ondata di antimateria durante la Crisi, ma dopo essa finisce nella mente di Nash Wells, che lo vede come visioni, su Terra-Prime. Si sacrifica come tutti gli altri Wells per ridare la velocità a Flash.

### Harrison "H.R." Wells di Terra-19
Nella terza stagione arriva Harrison "H.R." Wells, il doppelganger di Harrison Wells di Terra-19, che si scoprirà essere non uno scienziato, ma un romanziere venuto su Terra-1 per avere l'ispirazione per scrivere un nuovo libro. Nonostante tutto il Team Flash lo accetta ed insieme combattono il malvagio velocista Savitar, deciso ad uccidere Iris. Intreccia inoltre una relazione amorosa con la scienziata Tracy Brand. Quando Savitar rapisce Iris, l'uomo, preso dai sensi di colpa per aver rivelato involontariamente al malvagio velocista la sua posizione, va a salvarla, ma vengono scoperti. Allora H.R., usando un dispositivo tecnologico di Terra-19, prende le sue sembianze, e si sacrifica per salvarla, facendosi uccidere da Savitar al posto suo. Il suo nobile sacrificio fa sì che il Team lo ricordi come un eroe. Su Terra-Prime anche lui finisce nella mente di Nash Wells e anche lui si sacrifica per ridare la velocità a Flash.

### Harrison "Sherloque" Wells di Terra-221
Nella quinta stagione il Team Flash recluta Harrison "Sherloque" Wells, il più abile detective del multiverso, affinché li aiuti a combattere il supercriminale Cicada. La sua situazione sentimentale è abbastanza complessa, si è sposato sette volte, cinque volte con la stessa donna, doppelganger di Renee Adler di Terra-1. Indagando sulla figlia di Barry, Nora, scopre che lei lavora con l'Anti-Flash. Venne ucciso da un'ondata di antimateria durante la Crisi, ma dopo essa finì nella mente di Nash Wells, che lo vede come visioni, su Terra-Prime. Si sacrifica come tutti gli altri Wells per ridare la velocità a Flash.

### Harrison "Nash" Wells di una terra sconosciuta
Nella sesta stagione arriva su Terra-1 il geologo Harrison "Nash" Wells, in ricerca di un materiale chiamato Eternium per scovare Monitor. Trovò il nascondiglio dell'Anti-Monitor e per sbaglio lo aprì, liberando così il cattivo e diventando Pariah . Infatti, è lui il responsabile della Crisi sulle Terre infinite. Dopo la crisi, il multiverso cambia e tutti gli Wells delle diverse terre finiscono nella sua mente, come Harry e Sherloque. Lui li vede come visioni ed entrambi cercano di aiutarlo. Per esempio Harry vuole aiutarlo con Allegra, doppelganger della figlia morta, e Sherloque lo avvisa del ritorno di Eobard Thawne, che proverà ad impossessarsi del suo corpo essendo rimasto anch'esso dentro Nash. Si sacrifica come tutti gli altri Wells, ma in qualità di recettore organico per trasferire le particelle multiversali delle coscienze dei vari Wells alla sfera di fusione, per ridare i poteri a Flash.

### Altri Wells
Nella terza stagione, non solo H.R. convocò Harry per aver risolto il suo crittogramma, ma anche un Wells Mimo, Hells Wells e un Wells vestito in modo steampunk di Terra-17. Nella quarta stagione Harry crea un consiglio chiamato "Consiglio dei Wells" per scoprire l'identità del Pensatore, composto da Herr Wolfgang Wells, uno scrittore e scienziato tedesco di Terra-12, Wells 2.0, un robot umano di Terra-22 e H. Lothario Wells, un residente di Terra-47. Ci sarebbe stato anche Wells il Grigio, un mago di Terra-13, ma non venne accettato. Successivamente, Harry formerà un nuovo consiglio per recuperare la sua intelligenza, chiamato "Consiglio degli Harrison", formato da Sonny Wells, un italiano di Terra-24 chiamato anche New York City Wells da Nash, H.P. Wells, un poeta francese di Terra-25, e H. Lothario, tutti e tre cacciati, come Harry, dal vecchio consiglio perché fastidiosi o non più intelligenti. Nella settima stagione viene presentato Orson Wells, un regista teatrale. Tutti sono finiti nella mente di Nash, dopo la crisi, e si sacrificano per ridare i poteri a Flash.

## Personalità
Non si sa molto su Harrison Wells di Terra-1, dato che è mostrato solo in un episodio e negli altri è in realtà Eobard Thawne con le sue sembianze. Si può intuire però che amasse moltissimo la moglie e fosse dolce e romantico con lei. 
Harry Wells è alquanto intelligente, a volte un po' presuntuoso e sarcastico, ma in fondo è molto buono e sincero e ama sua figlia più di ogni altra cosa. È inoltre segretamente tormentato dai sensi di colpa per aver creato l'acceleratore di particelle di Terra-2, che ha causato la nascita di metaumani malvagi come Zoom. 
H.R. è simpatico, comico e fantasioso e tende a fare amicizia facilmente. Alla fine della stagione mostra anche un lato nobile, arrivando a sacrificarsi per salvare Iris. 
Sherloque è buono ma il suo lavoro da detective lo fa sembrare presuntuoso e molti si arrabbiano con lui perché ha indagato su Nora e rivelato il suo segreto. Inoltre, nonostante i vari matrimoni, si innamora della doppelganger delle altre mogli, Renee Adler. Nash sembra duro ma in fondo è buono e pieno di sensi di colpa per aver causato la crisi e per la morte della figlia Maya, doppelganger di Allegra Garcia, con cui vuole avere un buon rapporto. Il consiglio dei Wells è saccente e molto presuntuoso, arrivando a cacciare Harry perché non più abbastanza intelligente.

## Abilità
Harrison Wells non ha poteri metaumani né abilità di combattimento, ma è molto intelligente ed è capace di creare diverse armi e dispositivi tecnologici utili contro i metaumani. Usando un campione cerebrale del criminale metaumano Turtle, "Harry" Wells ha creato un dispositivo che assorbe la forza delle velocità, privando i velocisti dei loro poteri. 
"H.R.", invece, pur non possedendo grandi abilità scientifiche, è dotato di una notevole fantasia e, grazie ad un dispositivo di Terra-19, può ottenere la forma di qualsiasi persona. Sherloque è un bravissimo detective e Nash ha un guanto tutto-fare e bravo nel problem-solving. Il Wells originale possiede una grande intelligenza e ha la capacità di viaggiare nel tempo.